# Canton de Montbazon
Le canton de Montbazon est un ancien canton français situé dans le département d'Indre-et-Loire et la région Centre.

## Composition

### Avant 1984
Communes de :
- Artannes-sur-Indre
- Ballan
- Chambray
- Druye
- Esvres
- Montbazon
- Pont-de-Ruan
- Saint-Branchs
- Sorigny
- Truyes
- Veigné
- Villeperdue

1984 : création du canton de Chambray-lès-Tours (Décret du 24 décembre 1984).

### Depuis 1984
Le canton de Montbazon regroupait les communes suivantes :
- Artannes-sur-Indre
- Montbazon
- Monts
- Pont-de-Ruan
- Sorigny
- Veigné
- Villeperdue

## Représentation

### Conseillers d'arrondissement (de 1833 à 1940)
| Période                                  | Période | Identité                  | Étiquette   | Qualité |
| ---------------------------------------- | ------- | ------------------------- | ----------- | --- |
| 1833                                     | 1842    | Bernard Ambroise Javary   |             | Notaire, maire de Cormery                                                                                   |
| 1842                                     | 1848    | Louis-Joseph Bassereau    |             | Notaire à Montbazon                                                                                         |
|                                          |         |                           |             | |
| 1883                                     | 1889    | Charles Bénard            | républicain | Maire d'Esvres                                                                                              |
| 1889                                     | 1904    | Maurice Huvet de la Croix | républicain | Conseiller municipal de Montbazon                                                                           |
| 1904                                     | 1919    | André Delaunay            | Radical     | Médecin, maire de Montbazon                                                                                 |
| 1919                                     | 1922    | Joseph Laffond            |             | Propriétaire maire de Saint-Branchs                                                                         |
| 1922                                     | 1940    | Georges Boutet            | PAPF        | Adjoint au maire de Montbazon                                                                               |
| 1940                                     |         |                           |             | Les conseils d'arrondissement ont été suspendus par la loi du 12 octobre 1940 et n'ont jamais été réactivés |
| Les données manquantes sont à compléter. |         |                           |             | |

### Conseillers généraux de 1833 à 2015
| Période | Période             | Identité                                                   | Étiquette      | Qualité |
| ------- | ------------------- | ---------------------------------------------------------- | -------------- | --- |
| 1833    | 1842                | Comte Jean Baptiste de Gouey de la Besnardière (1765-1843) |                | Diplomate Ancien membre du Conseil d'État Propriétaire du château de Longueplaine à Sorigny                                                                                                 |
| 1842    | 1867                | César Bacot                                                | Droite         | Ancien lieutenant-colonel Député (1830-1848) Propriétaire à La Croix-en-Touraine |
| 1867    | 1871 (invalidation) | Joseph Delaville-Leroulx                                   |                | Propriétaire du château de la Roche Maire de Monts (1871-1880) |
| 1871    | 1883                | Gustave Charpentier                                        | Droite         | Juge suppléant à Tours |
| 1883    | 1918 (décès)        | Jacques Drake del Castillo                                 | URD            | Propriétaire et exploitant viticole Maire de Monts puis Conseiller municipal de Tours |
| 1918    | 1919                | siège vacant                                               |                | |
| 1919    | 1925                | Jacques Drake del Castillo (fils du précédent)             | URD            | Propriétaire et exploitant viticole Maire de Monts |
| 1925    | 1939 (décès)        | André Delaunay                                             | Rad.           | Médecin Maire de Montbazon |
| 1939    | 1940                | Louis- Guillaume                                           | Rad.           | Chirurgien Directeur de l'Ecole de Médecine de Tours Maire de Montbazon Nommé membre de la Commission administrative départementale en 1941                                                 |
|         |                     |                                                            |                | |
| 1945    | 1957 (décès)        | Louis-Guillaume                                            | Rad. puis SFIO | Chirurgien Maire de Montbazon Président du Conseil Général (1945-1946 et 1947-1957) |
| 1957    | 1970                | Etienne Cosson (1895-1978)                                 | DVD            | Cultivateur Maire de Chambray-lès-Tours |
| 1970    | 1976                | Robert Prunier                                             | DVD            | Maire de Monts (1961-1989) |
| 1976    | 1982                | Christian Lemoine                                          | PS             | Chef d'entreprise, Esvres-sur-Indre |
| 1982    | 1985                | James Bordas                                               | UDF            | Inspecteur central du Trésor Sénateur (1992-2001) Maire de Chambray-lès-Tours (1983-2001) Élu en 1985 dans le nouveau canton de Chambray-lès-Tours                                          |
| 1985    | 1992                | Louis Le Bescam (1920-1998)                                | DVD            | Maire de Montbazon (1983-1989) |
| 1992    | 1995 (décès)        | Régis Ramage                                               | DVD            | Directeur de mutuelle Maire de Montbazon (1989-1995) Suppléant du député Jean-Jacques Descamps (1993-1995)                                                                                  |
| 1995    | 1998                | Hubert Marionnaud                                          | DVD            | Informaticien retraité Maire de Veigné |
| 1998    | 2015                | Marisol Touraine                                           | PS             | Conseillère d'Etat Députée (1997-2002 et 2007-2012) Présidente du Conseil Général (mars 2011-juin 2012) Ministre des Affaires Sociales et de la Santé sous François Hollande de 2012 à 2017 |

## Démographie
| 1962  | 1968   | 1975   | 1982   | 1990   | 1999   | 2006   | 2011   | 2012   |
| ----- | ------ | ------ | ------ | ------ | ------ | ------ | ------ | ------ |
| 8 768 | 11 188 | 14 103 | 16 649 | 19 124 | 20 940 | 23 160 | 23 683 | 24 130 |

### Sources
1. ↑  « Gouey de la besnardiere jean baptiste, comte de (1765-1843) », sur appl-lachaise.net via Internet Archive (consulté le 16 novembre 2023).
2. ↑  « Journal officiel de la République française », sur Gallica, 28 novembre 1871 (consulté le 16 novembre 2023).
3. ↑  « Le Temps », sur Gallica, 21 février 1939 (consulté le 16 novembre 2023).
4. ↑  « Journal officiel de la République française. Lois et décrets », sur Gallica, 4 février 1941 (consulté le 16 novembre 2023).
5. ↑  Structure de la population du canton de 1968 à l'année de la dernière population légale connue
6. ↑  Fiches Insee - Populations légales du canton pour les années 2006, 2011, 2012